# ボビー・ワルデン
ボビー・ワルデン（Bobby Walden, 1938年3月9日 - 2018年8月27日）はジョージア州ボストン出身のアメリカンフットボール選手。1964年から1977年まで14シーズンNFLでプレーした。ポジションはパンター。

## 経歴

### プロ入りまで
7歳の時にフットボールを始めた。高校時代から優れたパンターとなったが、ラン、パス、ディフェンスとしてもプレーした。奨学金のオファーも多く受けていたが、足を骨折したため、ジョージア大学以外からの誘いはなくなった。当時ジョージア大学ヘッドコーチだったウォリー・バッツはもう1本の足も骨折しても奨学金のオファーは行うと彼に伝えた。ジョージア大学在学中、1958年、1960年には全米トップの平均ヤードを獲得した。テキサス大学戦では3回のパントで平均63ヤードを記録した。またその数週間後のケンタッキー大学戦では70ヤードのパントを蹴って敵陣3ヤードまでボールを戻した。またオレンジボウル記録となる平均46,5ヤードを記録している。

### CFL
1961年、AFLのヒューストン・オイラーズからドラフト4巡で指名されたがCFLのエドモントン・エスキモーズに入団、1961年、1962年とパント、ラン、レシーブでチームトップの成績をあげた。1963年シーズン途中にエスキモーズからハミルトン・タイガーキャッツに移籍した。

### NFL
1964年、NFLのミネソタ・バイキングスに加入、リーグトップの平均46.4ヤードを記録した。バイキングスでは4シーズンプレーした。1966年には70ヤードのパントを1967年には自己最長の76ヤードのパントを蹴った。
1968年、当時低迷していたピッツバーグ・スティーラーズにトレードされ、1977年までプレーした。1969年にプロボウルに選出された。第9回スーパーボウル、第10回スーパーボウルでチャンピオンリングを獲得している。
スティーラーズ史上最多の716パント、歴代7位の平均41.1ヤードを記録している。

### 引退後
ジョージア州スポーツ殿堂に選ばれている。
2007年、スティーラーズの75周年アニバーサリーチームに選ばれた。また同年スポーツ・イラストレイテッドからも偉大なスティーラーズの一員に選ばれた。

## 人物
ジョージア大学時代の彼の練習を見たロサンゼルス・チャージャーズのゼネラルマネージャーであったドン・クロスターマンは、プロのパンターより優れている、と評価した。また大学及びバイキングスで同僚となったプロフットボール殿堂入りを果たしているQBフラン・ターケントンも大学でも彼はベストのパンターだと述べている。
バイキングス時代にはフェイクパントで走ったこともあったが、チャック・ノールヘッドコーチのスティーラーズでは1度もフェイクプレーは行わなかった。
現役時代はもちろんのこと、引退後の2007年でもファンレターが毎週6通から8通届いている。